# 华中凤尾蕨
华中凤尾蕨（学名：Pteris kiuschiuensis var. centro-chinensis）为凤尾蕨科凤尾蕨属下的一个变种。

## 扩展阅读
- 維基物種上的相關：华中凤尾蕨